# Gretzenbach
Gretzenbach (toponimo tedesco) è un comune svizzero di 2 643 abitanti del Canton Soletta, nel distretto di Olten. Nel 1973 ha inglobato il comune soppresso di Grod.